# Latarnia morska w Uostadvaris
Latarnia morska w Uostadvaris ((lt.):Uostadvario švyturys) – latarnia morska położona w odległości 12 km od miasteczka Ruś na 
Litwie.
Budowla jest usytuowana na Mierzei Kurońskiej na południowym brzegu rzeki Atmata, dopływu Niemna. Latarnia została zbudowana w 1876 roku. Jest to ośmioboczna wieża z czerwonej cegły. Latarnia jest połączona z budynkiem domu latarnika. Od 1986 roku latarnia morska jest nieczynna. Obecnie w budynku starej latarni mieści się muzeum polderów.